# Peter Swanson
Peter Swanson (* 26. května 1968 Concord, New Hampshire) je americký spisovatel. Píše především thrillery a detektivky.

## Životopis
Peter Swanson vystudoval tvůrčí psaní a anglický jazyk a literaturu na Trinity College, University of Massachusetts a Emerson College. Píše celý svůj život, od poezie přes scénáře až po mysteriózní romány. Pracoval jako projektový manažer v neziskové organizaci v Cambridgi, jak ale sám říká, nejvíce času tráví přemýšlením o postavách svých nových knih. Psaní thrillerů je jeho největší vášní. Píše každé ráno hned poté, co vstane, a každý den se snaží přenést na papír alespoň 500 slov. Jeho oblíbeným autorem je John D. MacDonald a oblíbenou knihou Šťastný Jim (Lucky Jim, 1992) od Kingsleyho Amise. Když se zrovna nevěnuje psaní, rád tráví čas v zahraničí s otevřenou knížkou.
Kromě beletrie napíše občas také nějakou báseň. Žije se svou ženou a kočkou v Somerville ve státu Massachusetts.

## Kariéra
Peter Swanson debutoval románem The Girl with a Clock for a Heart a pokračoval dalšími romány. Jeho druhá kniha Na zabití (Paseka, 2015) získala cenu New England Society Book Award. Swansonova díla byla přeložena do více než 30 jazyků a sklízí úspěchy napříč zeměmi. Přívlastky jako působivé, poutavé, fascinující nebo znepokojivé nejsou v recenzích zdaleka ojedinělé.

## Dílo
- The Girl with a Clock for a Heart (2014)
- Na zabití (2015, Paseka)
- Her Every Fear (2017)
- Všechny krásné lži (2019, Bookmedia)
- Než ho poznala (2020, Bookmedia)

## Audioknihy
- Na zabití (2016, Audiotéka) - čte Martin Stránský, Petr Gelnar, Kateřina Janečková a Kristýna Kociánová
- Všechny krásné lži (2019, Audiotéka) - čte Zbigniew Kalina